# Pero plenilunata
Pero plenilunata là một loài bướm đêm trong họ Geometridae.